# جون فارو (لاعب كرة قاعدة)
جون فارو (بالإنجليزية: John Farrow)‏ هو لاعب كرة قاعدة أمريكي، ولد في 8 نوفمبر 1853 في فيربلانك في الولايات المتحدة، وتوفي في 31 ديسمبر 1914 في بيرث أمبوي في الولايات المتحدة.

## وصلات خارجية
- جون فارو على موقعبيزبول رفرنس.كوم (الدوري الرئيسي) (الإنجليزية)
- جون فارو على موقعبيزبول رفرنس.كوم (الدوري الثانوي) (الإنجليزية)